# Dmitrij Polanski
Dmitrij Stiepanowicz Polanski (ros. Дми́трий Степа́нович Поля́нский; ur. 7 listopada 1917 w Słowjanoserbśku w guberni jekaterynosławskiej, zm. 8 października 2001 w Moskwie) – radziecki polityk, prezes Rady Ministrów Rosyjskiej Federacyjnej Socjalistycznej Republiki Radzieckiej (1958-1962), minister rolnictwa ZSRR (1973-1976), I zastępca prezesa Rady Ministrów ZSRR (1965-1973), członek Biura Politycznego KC KPZR (1960-1976), deputowany do Rady Najwyższej ZSRR od 4 do 9 kadencji.
W 1930 wstąpił do Komsomołu, w 1939 ukończył Charkowski Instytut Rolniczy, a w 1942 Wyższą Szkołę Partyjną przy KC WKP(b). Od 1940 w Armii Czerwonej, od 1942 w pracy partyjnej w Kraju Ałtajskim. W latach 1949–1952 II sekretarz, a 1954-1955 I sekretarz KPZR na Krymie, następnie do 1957 I sekretarz KPZR w Czkałowie, później w od 1957 do 1958 Krasnodarze. W 1957 poparł Chruszczowa w konflikcie przeciw „grupie antypartyjnej”, jednak w 1964 brał udział w spisku przeciw Chruszczowowi. W okresie od 31 marca 1958 do 23 listopada 1962 prezes Rady Ministrów RFSRR, od 2 października 1965 do 2 lutego 1973 I zastępca prezesa Rady Ministrów ZSRR, następnie minister rolnictwa ZSRR do 16 marca 1976, od 4 maja 1960 do 24 lutego 1976 członek Biura Politycznego KC KPZR. Był deputowanym do Rady Najwyższej ZSRR 4, 5, 6, 7, 8 i 9 kadencji. W latach 1976–1987 pracował w służbie dyplomatycznej jako ambasador ZSRR w Japonii i Norwegii. Odznaczony czterema Orderami Lenina.
Według niektórych relacji, odegrał ważną rolę w prześladowaniu Aleksandra Galicza.
Pochowany na Cmentarzu Kuncewskim w Moskwie.